# Cantó de Granada d'Ador
El cantó de Granada d'Ador és un cantó francès del departament de les Landes, situat al districte de Mont de Marsan. Té 11 municipis i el cap és Granada d'Ador.

## Municipis
- Artassen
- Bascons
- Bordèras e Lamensan
- Castandet
- Casèras d'Ador
- Granada d'Ador
- L'Arribèra de Sent Savin
- Lussanhet
- Maurin
- Sent Maurici d'Ador
- Lo Vinhau

## Història
| Data d'elecció                           | Identitat       | Partit          | Qualitat |
| ---------------------------------------- | --------------- | --------------- | -------- |
| 1958-1982                                | Pierre Bouneau  | UDF             |          |
| 1982-                                    | Pierre Dufourcq | UDF, després NC |          |
| les dades anteriors no són pas conegudes |                 |                 |          |
|                                          |                 |                 |          |

## Demografia
| 1962  | 1968  | 1975  | 1982  | 1990  | 1999  | 2006  |
| ----- | ----- | ----- | ----- | ----- | ----- | ----- |
| 5.173 | 6.038 | 5.970 | 6.336 | 6.739 | 6.939 | 7.685 |